# ادوارد لویی
ادوارد لویی (فرانسوی: Édouard Louis‎؛ با نام اصلی اِدی بِلگُل (Eddy Bellegueule)،  زادهٔ ۳۰ اکتبر ۱۹۹۲) نویسنده اهل فرانسه است. 
خودزندگی‌نامه وی با نام En finir avec Eddy Bellegueule یکی از پرفروش‌ترین کتابهای ادبی فرانسه، تاکنون به ۲۰ زبان منتشر شده‌است. کتاب جنجال آفرین نبردها و تحولات یک زن نیز در سال 2021 نام نویسنده را دوباره در جامعۀ ادبی فرانسه مطرح ساخت و از فروش بسیار بالایی برخوردار شد. کتاب مصاحبه با کن لوچ، گفت‌وگوی ادوار لویی با کارگردان سرشناس بریتانیایی لوچ میباشد، این کتاب با ترجمهٔ روح‌انگیز نجفی به فارسی منتشر شده است. این اثر نگاهی عمیق به سینمای اجتماعی کن لوچ و دیدگاه‌های او دربارهٔ سیاست، هنر و جامعه دارد.
برخی منتقدان ادوارد لویی را متهم به «ستیزه‌جویی با قشر فرودست» کردند، او در مصاحبه ای به این اتهام چنین پاسخ می دهد: «این قبیل منتقدان فکر می‌کنند که ما باید تصویری اتو کشیده و قشنگ از طبقه فرودست نشان بدهیم تا بتوانیم از آن‌ها دفاع کنیم و برای حقوقشان بجنگیم... وقتی من با این مسئله اشاره می‌کنم، تلویحاً به من می‌گویند که «دهانت را ببند، تو این قشر ضعیف را متهم به نژادپرستی و همجنس‌گراهراسی می‌کنی، تو باعث رنجش خاطر آن‌ها می‌شوی.» اما وقتی افراد طبقۀ ضعیف، مثلاً در جنبش جلیقه زردها، خودشان به سخن می‌آید هم همین آدم‌ها خطاب به این طبقه می‌گویند که «دهانتان را ببندید شماها نژادپرست و همجنسگراستیز هستید.» این آدم‌ها می‌خواهند به هر قیمتی که شده مانع شنیده شدن صدا و به جنبش درآمدن آدم‌های طبقه کارگر شوند.» [مصاحبه‌ با ادوارد لویی توسط جاناتان لفور]

## آثار

### داستانی
- [[En finir avec Eddy Bellegueule]] [[[:fr:En finir avec Eddy Bellegueule|fr]]]. Le Seuil. 2014. ISBN 9782021117707. {{cite book}}: URL–wikilink conflict (help)
- Histoire de la violence [fr]. Le Seuil. 2016. ISBN 2021177785.

- چه کسی پدرم را کشت (Qui a tué mon père)، انتشارات ایهام، ‏‫۱۴۰۰.‬
- نبردها و تحولات یک زن (Combats et métamorphoses d'une femme)، تهران، نشر قطره، 1401.

### غیر داستانی
- Pierre Bourdieu. L'insoumission en héritage, Édouard Louis (editor), Annie Ernaux, Didier Eribon, Arlette Farge, Frédéric Lordon, Geoffroy de Lagasnerie et Frédéric Lebaron, (Presses Universitaires de France, 2013; شابک ‎۹۷۸−۲−۱۳−۰۶۱۹۳۵−۲).
- Foucault contre lui-même = "Foucault against himself". François Caillat [fr] (editor), Édouard Louis (director), avec Geoffroy de Lagasnerie, Arlette Farge, Didier Eribon, (Presses Universitaires de France, 2014; شابک ‎۹۷۸−۲−۱۳−۰۶۳۲۸۹−۴).